# Alternariose
L'alternariose, ou brûlure alternarienne, est le nom générique d'une série de maladies fongiques dues à diverses espèces de champignons des genres Alternaria ou Ulocladium.
Les facteurs favorisants sont la rosée en plein champ et les gouttes provoquées par la condensation, par exemple sous tunnel plastique.
Cette maladie peut toucher les tournesols, les crucifères, les tomates, les carottes.
Le champignon se conserve dans le sol sous les débris végétaux sous forme de mycélium, de conidies ou de chlamydospores. La dissémination des conidies se fait par le vent ou la pluie. Cette maladie peut être transmise par les semences.

## Principaux types d'alternarioses
- alternariose de la betterave (Alternaria alternata)
- alternariose de la carotte (Alternaria dauci)
- alternariose de la chicorée (Alternaria cichorii)
- alternariose de la grenadille (Alternaria passiflorae)
- alternariose de la pomme de terre (Alternaria alternata, Alternaria solani)
- alternariose des agrumes (Alternaria alternata, Alternaria citri)
- alternariose des crucifères (Alternaria brassicicola, Alternaria brassicae)
- alternariose des fruits (Alternaria tomato)
- alternariose des fruits (Ulocladium chartarum)
- alternariose des solanacées (Alternaria solani)
- alternariose du blé (Alternaria triticina)
- alternariose du carthame (Alternaria carthami)
- alternariose du chou (Alternaria brassicae)
- alternariose du chrysanthème (Alternaria chrysanthemi)
- alternariose du cotonnier (Alternaria macrospora)
- alternariose du navet (Alternaria brassicae)
- alternariose du poireau (Alternaria porri))
- alternariose du pommier (Alternaria mali)
- alternariose du ricin (Alternaria ricini)
- alternariose du tournesol (Alternaria helianthi)

## Moyens de lutte
Prévention
- préférer des variétés résistantes,
- réduire l'humidité et favoriser l'aération des abris,
- nettoyer les cultures en hiver,
- brûler les déchets végétaux infectés, ne pas les composter,
- désinfecter le terreau utilisé pour la fabrication des mottes.

Moyens curatifs 
- fongicides.